# Sérgio Galdino
Sérgio Vieira Galdino (ur. 7 maja 1969 w Armazém) – brazylijski lekkoatleta specjalizujący się w chodzie sportowym. Czterokrotny złoty medalista lekkoatletycznych mistrzostw Ameryki Południowej oraz czterokrotny mistrz Ameryki Południowej w chodzie sportowym, medalista mistrzostw ibero-amerykańskich, trzykrotny olimpijczyk (Barcelona, Atlanta, Ateny).

## Przebieg kariery
W 1987 i 1988 roku został medalistą mistrzostw Ameryki Południowej do lat 20, za każdym razem konkurencji chodu na 10 000 m. W tej samej konkurencji wystąpił w ramach mistrzostw świata juniorów, gdzie w finale zajął 8. miejsce. W 1989 roku otrzymał złoty medal lekkoatletycznych mistrzostw Ameryki Południowej, natomiast rok później został złotym medalistą mistrzostw kontynentu w chodzie sportowym. W 1991 roku zadebiutował na seniorskich mistrzostwach świata rozgrywanych w Tokio, gdzie w konkurencji chodu na 20 km zajął 25. miejsce.
Reprezentował swój kraj na igrzyskach olimpijskich w Barcelonie, w ich ramach startował w konkurencji chodu na 20 km. Ukończył go na 27. miejscu z czasem 1:33:32.
W 1993 roku wziął udział w halowym światowym czempionacie, w ramach którego wystąpił w konkurencji chodu na 5000 m, w eliminacjach zajął 5. miejsce, ale w finale został zdyskwalifikowany. W konkursie chodu na 20 km startował podczas mistrzostw świata w 1993 i 1995 roku, zmagania ukończył odpowiednio na 6. i 19. miejscu.
Na igrzyskach olimpijskich w Atlancie, tak jak cztery lata wcześniej, wystąpił w konkurencji chodu na 20 km. W dniu rozgrywania konkursu zajął 26. miejsce z czasem 1:25:14 – jednak później za stosowanie dopingu został zdyskwalifikowany hiszpański chodziarz Daniel Plaza, w związku z czym Brazylijczyk został przesunięty o lokatę wyżej w końcowej klasyfikacji. Dziesięć lat po igrzyskach w Atlancie hiszpański Sąd Najwyższy unieważnił dyskwalifikację Plazy i tym samym Galdino pozostał ostatecznie na 26. miejscu.
W latach 1999–2003 zdobył cztery złote medale mistrzostw Ameryki Południowej w chodzie na 20 km/20 000 m, zarówno dwa na lekkoatletycznym czempionacie, jak i dwa złote medale na mistrzostwach kontynentu w chodzie sportowym. Zajął 26. miejsce w rozgrywanym na igrzyskach olimpijskich w Atenach konkursie chodu na 50 km (z rezultatem 4:05:02). W 2005 roku podczas mistrzostw globu wystąpił w konkurencjach chodu na 20 i 50 km – na krótszym dystansie zajął 15. miejsce, konkursu rozgrywanego na dłuższym dystansie zaś nie ukończył. W 2006 roku wywalczył brązowy medal mistrzostw ibero-amerykańskich w chodzie na 20 000 m. Po raz ostatni w zawodach lekkoatletycznych wystąpił podczas mistrzostw kraju w czerwcu 2007 roku, na których otrzymał brązowy medal w chodzie na 20 km.

## Osiągnięcia
| Rok     | Zawody                                              | Miasto          | Miejsce | Konkurencja      | Wynik      |
| ------- | --------------------------------------------------- | --------------- | ------- | ---------------- | ---------- |
| 1987    | Mistrzostwa Ameryki Południowej juniorów            | Santiago        | brąz    | chód na 10 000 m | 46:17,8h   |
| 1988    | Mistrzostwa Ameryki Południowej juniorów            | Cubatão         | srebro  | chód na 10 000 m | b.d.       |
| 1988    | Mistrzostwa świata juniorów                         | Greater Sudbury | 8.      | chód na 10 000 m | 43:04,29   |
| 1989    | Mistrzostwa Ameryki Południowej                     | Medellín        | złoto   | chód na 20 km    | 1:24:51    |
| 1990    | Mistrzostwa Ameryki Południowej w chodzie sportowym | Guayaquil       | złoto   | chód na 20 km    | 1:26:22    |
| 1991    | Mistrzostwa Ameryki Południowej                     | Manaus          | złoto   | chód na 20 km    | 1:26:26    |
| 1991    | Mistrzostwa świata                                  | Tokio           | 25.     | chód na 20 km    | 1:25:20    |
| 1991    | Mistrzostwa Ameryki Południowej w chodzie sportowym | Bogota          | srebro  | chód na 20 km    | 1:29:44    |
| 1992    | Igrzyska olimpijskie                                | Barcelona       | 27.     | chód na 20 km    | 1:33:32    |
| 1992    | Mistrzostwa Ameryki Południowej w chodzie sportowym | São Paulo       | złoto   | chód na 20 km    | 1:26:39    |
| 1993    | Halowe mistrzostwa świata                           | Toronto         | DSQ     | chód na 5000 m   | N/A        |
| 1993    | Mistrzostwa świata                                  | Stuttgart       | 6.      | chód na 20 km    | 1:23:52    |
| 1994    | Mistrzostwa Ameryki Południowej w chodzie sportowym | Sucre           | brąz    | chód na 20 km    | 1:32:30    |
| 1995    | Mistrzostwa świata                                  | Göteborg        | 19.     | chód na 20 km    | 1:26:53    |
| 1996    | Mistrzostwa Ameryki Południowej w chodzie sportowym | São Paulo       | srebro  | chód na 20 km    | 1:26:27    |
| 1996    | Igrzyska olimpijskie                                | Atlanta         | 26.     | chód na 20 km    | 1:25:14    |
| 1997    | Mistrzostwa Ameryki Południowej w chodzie sportowym | Bogota          | srebro  | chód na 20 km    | 1:32:19    |
| 1997    | Mistrzostwa Ameryki Południowej                     | Mar del Plata   | srebro  | chód na 20 000 m | 1:23:28,06 |
| 1997    | Mistrzostwa świata                                  | Ateny           | 20.     | chód na 20 km    | 1:25:50    |
| 1999    | Mistrzostwa Ameryki Południowej w chodzie sportowym | Cochabamba      | złoto   | chód na 20 km    | 1:29:53    |
| 1999    | Mistrzostwa Ameryki Południowej                     | Bogota          | złoto   | chód na 20 000 m | 1:31:01,68 |
| 2002    | Mistrzostwa Ameryki Południowej w chodzie sportowym | Puerto Saavedra | złoto   | chód na 20 km    | 1:24:24    |
| 2003    | Mistrzostwa Ameryki Południowej                     | Barquisimeto    | złoto   | chód na 20 000 m | 1:25:54,20 |
| 2003    | Mistrzostwa świata                                  | Paryż           | 24.     | chód na 20 km    | 1:26:46    |
| 2004    | Igrzyska olimpijskie                                | Ateny           | 26.     | chód na 50 km    | 4:05:02    |
| 2005    | Puchar panamerykański w chodzie sportowym           | Lima            | brąz    | chód na 20 km    | 1:21:29    |
| 2005    | Mistrzostwa świata                                  | Helsinki        | 15.     | chód na 20 km    | 1:23:03    |
| 2005    | Mistrzostwa świata                                  | Helsinki        | DNF     | chód na 50 km    | N/A        |
| 2006    | Mistrzostwa ibero-amerykańskie                      | Ponce           | brąz    | chód na 20 000 m | 1:32:50,12 |
| Źródło: |                                                     |                 |         |                  |            |

W latach 2003–2005 zdobył trzy tytuły mistrza Brazylii w konkurencji chodu na 20 km, natomiast w 2006 roku został mistrzem kraju w konkurencji chodu na 50 km.

## Rekordy życiowe
- chód na 5000 m – 19:56,83 (26 maja 2007, Leiria)
- chód na 10 000 m – 43:04,29 (29 lipca 1998, Greater Sudbury)
- chód na 20 km – 1:19:56 (14 maja 1995, Eisenhüttenstadt)
- chód na 50 km – 3:58:58 (26 kwietnia 2003, Porto Alegre)

Halowe
- chód na 5000 m – 19:28,87 (13 marca 1993, Toronto)

Źródło: 